# Клевакинское (Режевской городской округ)
Клевакинское — село Режевского городского округа Свердловской области Российской Федерации.

## География
Село расположено на восточном склоне Среднего Урала, в 17 километрах на север от города Режа (по автомобильной дороге 19 километрах), в 100 километрах к северо-востоку от Екатеринбурга, на правом берегу реки Глинки (левого притока реки Реж). В южной части села имеется небольшой пруд.

## Флоро-Лаврская церковь
По времени выданной грамоты за № 190 каменная однопрестольная церковь была заложена 5 мая 1865 года. Церковь была освящена во имя мучеников Флора и Лавра 2 июля 1873 года. 9 октября 1873 года деревня Клевакина вышла из Глинского прихода и совместно с другими двумя деревнями Гуриной и Каменкой составила самостоятельный приход. В 1894 году колокольня храма, имевшая вид четырёх-угольного шатра, была перестроена, была завершена шпицем, ниже которого с четырёх углов были устроены каменные колонны, каждая с крестом вверху и, таким образом, колокольня получила вид пятиглавой.
В 1938 году церковь была закрыта, В настоящее время идут восстановительные работы.

## Культура
Сельский дом культуры.

## Школа
В начале XX века в селе находилась церковно-приходская школа. Сейчас действует школа № 30 Режевского городского округа.

## Население
| 2002 | 2010  | 2021  |
| ---- | ----- | ----- |
| 1172 | ↗1202 | ↘1022 |

В начале XX века численность прихожан составляла 1191 мужчин и 1258 женщин.